# Artère périostée
 (janvier 2025).
Si vous disposez d'ouvrages ou d'articles de référence ou si vous connaissez des sites web de qualité traitant du thème abordé ici, merci de compléter l'article en donnant les références utiles à sa vérifiabilité et en les liant à la section « Notes et références ».

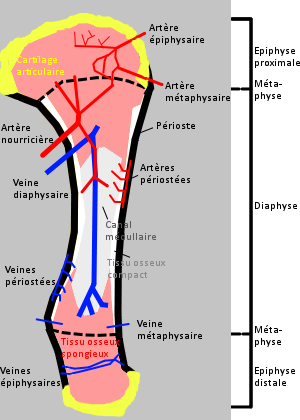
Schéma d'un os long.

Les artères périostées sont des artères situées au niveau du périoste de la diaphyse de l'os. Elles vascularisent le tiers externe de la diaphyse.

## Localisation
Les artères périostées sont des rameaux des autres artères vascularisant l'os, à savoir les artères diaphysaires, les artères épiphysaires et les artères métaphysaires, ainsi que les artères musculaires.
Le sang déchargé de ses fonctions nourricières peut être ensuite évacué par les veines périostées, qui ont les mêmes propriétés que ces artères[Lesquelles ?].

## Précautions en chirurgie
En chirurgie osseuse, il est important de faire attention au périoste, car le décollement de celui-ci peut provoquer la rupture de ces artères et compromettre ainsi la vitalité de l'os.